# スイムコール

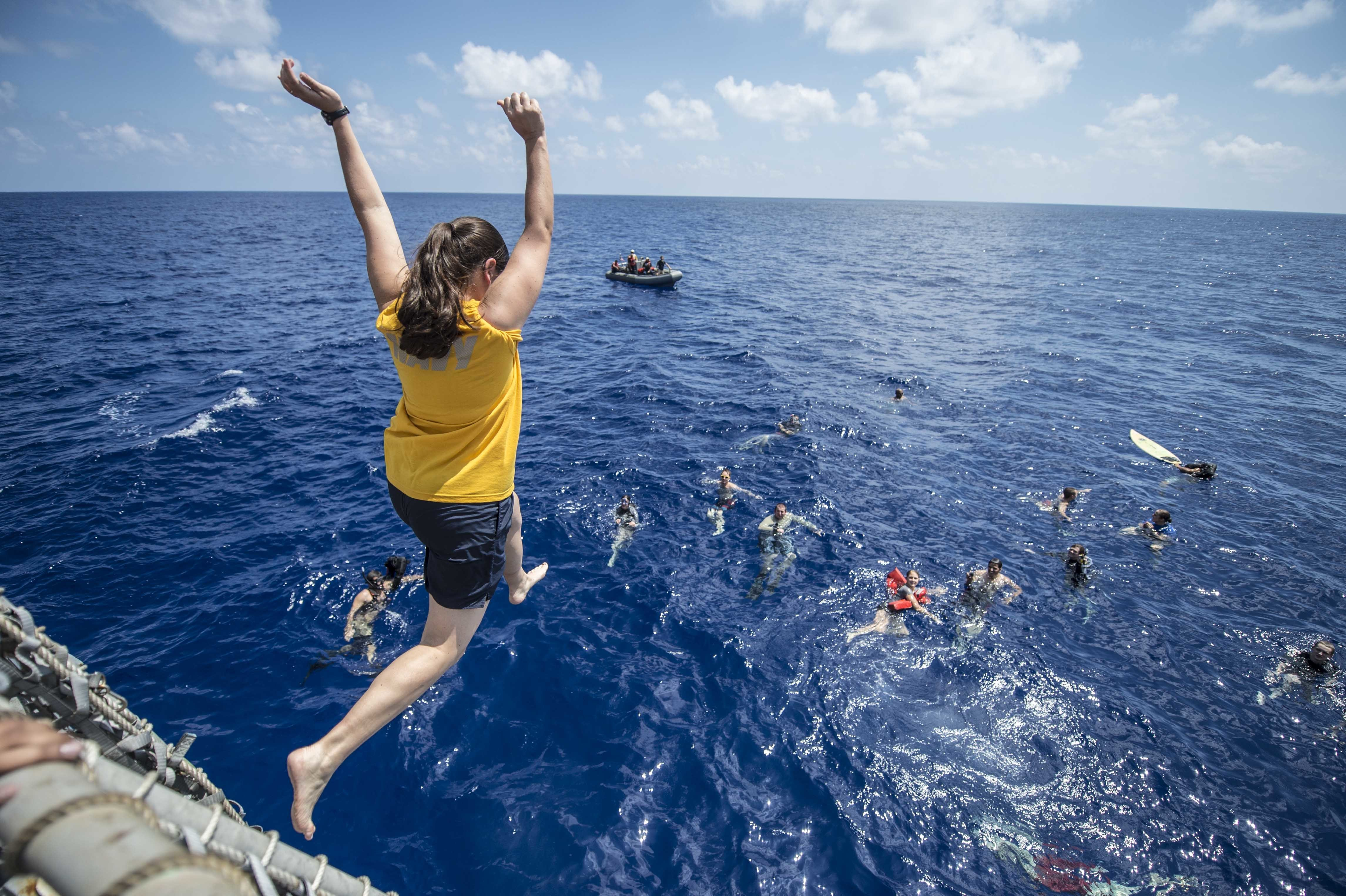
ミサイル駆逐艦ハルゼーで行われたインド洋でのスイムコール

スイムコール（英語：Swim call）は、主にアメリカ海軍で行われている慣例水泳行事。航海計画に基づくウェイポイント上や錨泊中に行われる。19世紀の英国海軍で行われたのが発祥となり、ハンズ・トゥ・バス（Hands To Bathe）と称し、ハンズとは、海軍用語で乗組員全員を指すオールハンズ（All hands）が原義となる。国際航海中に快適な場所を見つけた際、乗組員の衛生を保つため行われており、これは選択制ではなく命令であった。当時は真水の確保が難しく、その大半が飲用や調理などに使用されるため、体臭が酷くなることで入浴の代わりとして行われていた。造水装置の登場により真水の確保が容易となった現代では余暇や士気向上目的、船内への不意な海水の侵入に対する怪我を防ぐ訓練の一環として行われている。
開始するに辺り基準が定められており、水温や波の状態が良好で、スクリューやソナーが起動していないこと、バラストタンクなど流水機能なども停止していることが求められている。また、この他に銃を携行したサメの監視要員を配置し、救助用の小型ボートなどを配備するなど安全が確保された上で行われている。